# Чипровци
Вижте пояснителната страница за други значения на Чипровци.
Чѝпровци е град в Северозападна България, в област Монтана на 49 km северозападно от град Берковица. Градът е административен център на община Чипровци. По данни на ГРАО към 15 март 2024 г. в града живеят 1529 души по настоящ адрес и 1656 души по постоянен адрес.

## Наименование
Първите писмени свидетелства за селището са в латиноезични и турски източници от втората половина на XVI и началото на XVII век, в които името му има множество различни форми – Чипровац, Чипуровац, Кипоровец, Чипоровци, Кипоровац, Кипровци, Чипрофче, Чипоруфца. След Освобождението официалното му име е Чипровци.
Широко разпространено е мнението, че името на Чипровци идва от латинското cuprum (мед) и е свързано с медните рудници в района. Народна етимология го свързва с лично име Кипро или Кипра. Езиковедът Иван Дуриданов отхвърля тези хипотези и извежда името на града от използваната в миналото дума за градина кипур/чипур, от гръцкото κήπος.

## География
Град Чипровци е разположен на 508 m надморска височина в тясна долина в Западна Стара планина по горното течение на река Огоста, оградена от Чипровската планина на югозапад и Язова планина на североизток.
Землището на Чипровци е с площ 65,467 km2 и достига на югозапад до границата на България със Сърбия по билото на Стара планина, където най-висока точка е връх Мартинова чука (2011 m).
| „          | От северозапад се дигаше голият гребен на Стара планина с хълбоци, облечени с букаци, с колосалните пирамиди на гордия Миджур, Бабин зъб, Вража глава…, а отсам тях, в полите им – прекрасната и дива Чипровска покрайнина и райските долини на Огоста. | “ |
| Иван Вазов | |   |

Един от туристическите обекти е Чипровският водопад, до който се стига по екопътека, минаваща през живописни кътчета от Стара планина.

## История

### Античност и Средновековие
Чипровци е много старо селище, възникнало още в тракийско време, когато областта вероятно е населявана от трибали. Оттогава датира и рудодобивът по тези земи, като залежите са от сребро, олово, желязо, мед и злато. Областта е завладяна от римляните през 29 г. пр. Хр., когато става част от провинция Мизия. Античното селище е разположено на възвишение на 2,5 km южно от днешния град, като от него са запазени останки, наричани Голямо градище.
През римската епоха районът около селището бил от най-значимите златодобивни райони на Балканите. В късната античност рудодобивът е имал голямо значение за развитието на военното производство в римската Рациария (днешният Арчар). След VI век тук дошли славяните и заимствали производствения опит в рударството от местното население.
В края на Средновековието в Чипровци се установяват саксонски миньори, привлечени за подобряване на технологиите в добивната дейност, като различни автори отнасят заселването им към различни периоди между XIII и XV век. Не е сигурно откъде идват те, но вероятно това е някоя от областите в региона, където има такива саксонски групи – Трансилвания, Влашко или Сърбия. Броят им се оценява на няколко десетки и макар да допринасят за утвърждаването на католическа община в града, през XVI – XVII век те са напълно асимилирани и за присъствието им свидетелства името на една Саксонска махала, както и немски лексикални следи в местния диалект. Те донасят католицизма в Чипровци.
В края на XIV век в региона активна дейност развиват францискански мисионери, като през 1371 година в Чипровци е пренесена от босненския миньорски град Олово смятана за чудотворна икона на Богородица – тя е почитана в продължение на столетия и след Чипровското въстание е пренесена от бежанците в Сибиу. Друг фактор, който може би допринася за утвърждаването на католицизма в града, е подкрепяното от Унгария въстание на Константин и Фружин, двама потомци на българската царска династия, които изглежда приемат католицизма.
Смята се, че в края на XIV век районът на Чипровци е владение на болярския род Соймировичи. След завладяването на Чипровци от Османската империя те се преселват в Дубровник, където в продължение на столетия са част от местната аристокрация, а някогашното им владеене на Чипровци е потвърдено от няколко официални документа на Дубровнишката република.

### Разцвет през XV – XVII век
Под османска власт Чипровци и съседните миньорски селища запазват известни привилегии, за да се поддържа добивната промишленост. До края на XVII век градът е център на войводство с 12 селища и в него има право да пребивава само един мюсюлманин. Градът, а поне в отделни периоди и цялото войводство, се управлява от кнез – длъжност, която не е наследствена, тъй като са известни имената на кнезове от различни семейства, главно католически, – подпомаган от общински съвет и може би съдии.
По неизяснени причини през този период Чипровци е част от Софийския санджак, докато разположеното на югоизток село Копиловци е във Видинския. Основната част от областта, най-вече миньорските селища, са превърнати в хас на валиде султан с доход от 380 хиляди акчета, който по-късно е вакъфиран. Самият рудодобив е отдаван на концесия (илтизам) срещу определена годишна такса, включително и на дубровничани, а към края на XVI век местните жители се оплакват, че интензивният добив и проучвания са унищожили голяма част от обработваемите земи в долината. През този период работят 12 самостоятелни галерии в долината, всяка със своя металургична пещ за извличане главно на олово и сребро. Злато се добива в района на Копиловци, както и от златоносни пясъци в наносите на Огоста.
През втората половина на XVI в Чипровци се заселват известен брой православни албанци, които някои български изследователи смятат за българи от Македония, позовавайки се на споменатото в източниците богослужение на църковнославянски език. В същото време някои от бежанците в Унгария след Чипровското въстание продължават да се идентифицират като „арнаути“.
Чипровци е посещаван от няколко видни прелати от Западния обряд – Антиварският архиепископ Амброзий от Рагуза (1565), Петър Цедулин – епископ на Нин, хърватинът Александър Комулович, йезуитът Тома Радио и францисканският монах Петър Злоютрич от Соли. През 1601 г. е изпратено искане от свещениците и жителите на Чипровци и околността до папата Петър Солинат да бъде издигнат в сан епископ. Така той става първият български католически епископ, а Чипровец се издига до ранга на епископски град.
Към края на XVI век населението на Чипровци се оценява на 1800 до 2500 души.
През първите три века от чуждото владичество Чипровци достига своя икономически, политически и културен разцвет. От занаятите най-голямо развитие получило златарството, като са запазени множество образци на произведени в града култови предмети в православните църкви на България, Сърбия и Влашко. Високохудожествената продукция очертала града като важен златарски център на Балканския полуостров през XVI и XVII век наред с Цариград, Солун и Белград. Търговията със знаменитите чипровски чаши е процъфтявала не само на Балканите и Османската империя, но достигала и Централна Европа. В тази значително замогнала се и културна среда се строели църкви, манастири, училища, богати и красиви къщи.
Около 1436 година в Чипровци е построена нова католическа църква. Градът е посещаван неколкократно от папски пратеници, които оставят сведения за него: епископът на Нин – Петър Цедулин, хърватинът Александър Комулович и йезуитът Тома Радио. През 1578 г. двамата свещеници пеят в чипровската църква на латински. В следващите десетилетия Чипровци става своеобразен католически център и привлича множество будни българи от почти всички краища на страната. Тук се заселват семействата на Парчевич, Пеячевич, Кнежевич, Маринович и други.
В този град седнал на епископския трон българинът Илия Маринов, ръкоположен през юни 1624 г. в Рим за софийски епископ. Оттук ръководил църквите в Българско и във Влашко, защото само преди няколко месеца папа Урбан VIII (1623 – 1644) бил „въздигнал българските францискански мисионери в отделна францисканска кустодия“. След ръкополагането му за епископ е създадено Чипровското католическо училище.
Според посетилият града през 1621 година Пиетро Мазареки той наброява към 800 семейства (5 – 6 хиляди души), а броят на католиците е към 1200. Към 1643 година броят на католиците в Чипровци се оценява на 2140.
Още през XVI век Чипровци се утвърждава като основен опорен пункт на дубровнишката търговия в Северна България, наред с Провадия. През XVII век местни търговци също започват да развиват мащабна дейност, първоначално в съседните области, а по-късно от Цариград до Пеща и Брашов, като се организират в търговски компании, ръководени от капитани. Тези организации се ползват със значителни привилегии във Влашко, като чипровчани установяват своя постоянна колония в столицата Търговище. Причина за това, наред с по-голямата сигурност, е и упадъкът на рудодобива в средата на XVII век, поради изчерпване на лесните за разработка находища. Чипровски общности по това време има също в Къмпулунг и Римник.
В католическите писмени източници от първата половина на XVII век се говори за внезапно влошаване на положението на жителите на Чипровци. Много от дотогавашните привилегии на миньорските селища на практика са премахнати, а местната администрация започва често да прибягва до произволни насилия с цел да получава подкупи от местното население.
След това на епископския престол сяда Петър Богдан Бакшев – Деодат. Трудът и кадърността го изтласкват напред, над всички. Оттук насетне 33 години бие сърцето му само за България. В доклада си до Рим през 1640 г. той пише:
„Това царство България е прекрасно. Украсено е с ширни поля, високи планини и хълмове, приятни гори и дъбрави, оросявано от различни реки и води.“
За Кипровец пише: „Това селище Кипровец плаща годишно на султана около шест товара пари данък и други неща... Тази планина Хемус отгоре е покрита с трева и равна по върховете, няма гори, но пасбища за овци, дето през лятото пасат толкова стада, че управителят може да взима всяка година около 500 скуди само за пасенето на овцете... Аз не бих искал да имам други доходи, би ми била достатъчна тази планина...“.
През XVI век се заражда Чипровската книжовна школа. Нейните „върхове“ са: „Абагар“ на Филип Станиславов (отпечатана на 8 май 1651 г. в Рим), богословските, философските и историческите произведения на Петър Богдан, Яков Пеячевич и Кръстю Пейкич. Борбата за национална независимост в средата на XVII век се оглавявала от Петър Богдан и Петър Парчевич. В Гушовския манастир резидира викарият на Софийския православен митрополит. През 1642 г. католиците начело с Петър Богдан искат от Рим Софийската епископия да се издигне до архиепископия и да се изравни с православната църква. През 1668 – 1672 година архиепископ Петър Богдан изгражда нова католическа църква на мястото на тази от XV век, която е в лошо състояние. През този период всеки август в града се провеждат събори на католическата църква в архиепископията.

### Чипровско въстание и след него
През септември 1688 г. избухнало Чипровското въстание, оглавено от Георги Пеячевич, Богдан Маринов, братята Иван и Михаил Станиславови и Матея Пеячевич. В местността Жеравица се състояло решителното сражение, където войските на турския васал – маджарския граф Емерик Текели разбили въстаналите българи. Останалите живи се укрепили в Чипровци и в Чипровския (Гушовския) манастир, но и тяхната съпротива била сломена. Настъпили нечувана сеч и зверства. Повече от половината население било избито. Голяма част от оцелелите потърсили спасение във Влашко, Маджарско, Хърватско. Градът бил опожарен, опустошен и разорен, след което никога не достига миналото си величие. Чипровци въстава и в 1836 г. (Манчовата буна), и в 1837 г. (начело с Върбан Пенев). Жителите му участват и във Видинското въстание през 1850 г.
През 1738 г. султан Махмуд I дава амнистия на българите, а през 1741 г. са върнати имотите на завърналите се. Броят на жителите на Чипровци расте, без да се развива рударството, а килимарството осигурява единствено прехраната. Най-заможните се заселват в старата Пазар махала. Занаятчиите в Сребрил, Кюрк и Табашката махали, а останалите в Парцан и Трап махали. След около 50 години след завръщането на православните, се заселват повторно и католиците.
Ставри Попов твърди в родова анкета, че новите чипровчани са дошли от пиротски, царибродски и берковски села, за да възстановят стария Кипровец.
Една интересна родова история споменава, че фамилията Белци (3 къщи от тях има и в село Мартиново) са дошли в Чипровци от с. Бяла, Пиротско.
Друг бежанец се върнал от Берковица в Чипровци; той бил златар. От него е днешната фамилия Сребриловци.
През XIX век голямо развитие получава килимарството. (Според една бележка на поп Лило, килимарството се развива още през първата половина на XVIII в., вероятно от пиротските преселници.) Известният чипровски килим се изработва ръчно, на вертикален стан, от чиста вълна. Намира пазар по целия свят и днес, а в хиляди домове на България греят багрите на чипровската природа, събрани и увековечени от нежните ръце на чипровските майсторки.
На 8 юли 1876 година, по време на Сръбско-турската война, български доброволчески чети, водени от Филип Тотю и Панайот Хитов, преминават границата и превземат Чипровци, но след няколкодневни боеве с османски части се оттеглят.

### След Освобождението
Чипровци дарява през 1879 г. на княз Дондуков най-големия изтъкан дотогава в селото килим „каракачки", с размери 7 Х 6 m – първата голяма слава на чипровските килимари и търговци в столицата. По-късно такива килими украсяват министерските кабинети, домовете на богаташките къщи.
По време на Междусъюзническата война местни жители организират успешна самозащита срещу сръбски части, предимно мародери.
През лятото на 1950 година, в разгара на колективизацията, горянска група подпалва кооперативните кошари в града.

## Население
1640 г. – 2060 (1660 католици и 400 деца);

1666 г. – 280 къщи;

1934 г. – 2831;

1956 г. – 3517;

1972 г. – 4262;

2012 г. – 2026 (ГРАО)
Голямата част от населението на града, до потушаването на Чипровското въстание от 1688 г., изповядва католицизъм. Днешните му жители са православни.

## Управление
- 2003 – Иван Марков (Българска социалдемокрация) печели на втори тур с 63% срещу Люсиен Симеонов (БСП).
- 1999 – Люсиен Симеонов (БСП) печели на втори тур с 53% срещу Анюта Каменова-Борин (ОДС, БББ).
- 1995 – Иван Марков (Предизборна коалиция БСП, БЗНС Александър Стамболийски, ПК Екогласност) печели на втори тур със 72% срещу Никола Николов (СДС).

## Икономика
- Новооткрита мина за добив на флуорит.

## Култура

### Исторически музей
В Чипровци има исторически музей, посветен на историята и развитието на града, което датира още от времето на саксонците. Създаден е през 1988 г. Тогава Чипровци е бил известен със своите самокови (средство за обработка на метала, добит от рудата). В музейната сбирка може да се види макет на това как е изглеждало и как точно е функционирало това съоръжение.

### Чипровски килими
Освен с рударство Чипровци е по-известен с килимите си. Те са отразявали душата на създателките си. Основните модели са се предавали от поколение на поколение като така са достигнали и до наши дни. Тези килими, както и съществувалата някога златарска школа са пазили града през дългите години на османска власт. Чипровци е бил под опеката на султанката.

### Чипровски манастир
Чипровският манастир се намира по поречието на река Чипровска Огоста в подножието на Язова планина (част от Западна Стара планина), на около 4 km североизточно от Чипровци. Той функционира от времето на цар Симеон I. Името Св. Иван Рилски приема през 1187 г., когато мощите му са транспортирани от унгарския град Естергом по река Дунав до Арчар и Чипровския манастир, където пренощуват една нощ, и след това до Средец. Всички манастири, в които пренощуват мощите му, приемат името на светеца.

### Редовни събития
Всяка година на 1 май се празнува съборът на града. На него се прави огромна трапеза, на която задължително има печено агне. На този ден в града пристигат от цялата страна много роднини на местните жители. В центъра на града се събира Чипровският духов оркестър, има различни развлечения за малките деца и задължителната народна музика.
Празник на Балкана се провежда в средата на август, когато жители от цялата община и съседните общини опъват палаткови лагери и се забавляват под звуците на музикална програма организирана от общината.
Всяка година на 6 септември всички отиват в планината на мястото, където преди столетия се е намирал Гушовския манастир. Според местна легенда преди много години на този ден хората са ходели в планината при манастира, а от балкана слизал бял елен, който носел името Гушовец. Хората го чакали да си почине и да пие вода, и го принасяли в жертва. Един ден обаче еленът закъснял и хората го заклали преди да си е починал, и да пие вода. Оттогава, никога повече не дошъл елен.
От 2014 началото на май се провежда фестивал на чипровския килим. Изложени са много килими – на площада и на прозорците на общината и на къщите на чипровчани. В отделни палатки е показан производственият процес – от чепкането на вълната, през преденето, багренето, насноваването и самото тъкане. За гостите има подредени торлашка баница с печени кори, домашно овче сирене и греяна домашна ракия.

### Кухня
- Пълнени чушки с боб
- Зелеви сарми с ориз и орехи
- Пържено по чипровски
- Баница с печени кори (обге)
- Кюфтенца с боб
- Печено агне в пещ
- Крем карамел в тиква

## Известни личности
Родени в Чипровци
- Георги Павлов – Павлето – художник (1913 – 1995)
- Альоша Кафеджийски – скулптор (1937)
- Радка Стефанова – народна певица (1959)
- Жоро Василев – художник (1960)
- Георги Тачев – художник (1961)
- Пламен Велинов – композитор (1963)
- Елвис Кръстев – оперен певец (1967)
- Мариета Ангелова – текстописка (1969)
- Камелия Вескова – попфолк певица, актриса и телевизионна водеща (1971)
- Петър Богдан (1601 – 1674) – български книжовник и католически архиепископ
- Петър Парчевич
- Георги Пеячевич
- Франц-Ксавер Иван де Пеячевич

## Побратимени градове
- Раковски

## Други
На Чипровци е наречена улица в Центъра на София (Карта).